# Christoffer Sergell
Christoffer Sergell, född 23 september 1693 i Jena, Tyskland, död 4 oktober 1773 i Stockholm, var en svensk hovbrodör. 
Han var son till Amtmanen eller Hauptman Sergell och hans maka Anna Regina och gift från omkring 1721 med Elisabet Zwyrner (Zwirner) och far till Johan Tobias Sergel och Anna Sibylla Sergell och Maria Sofia Sergell. Han utbildade sig till sadelmakare och brodör i Eisenach i Sachsen och kom till Sverige 1737. 
Enligt uppgift skulle han i Kassel kommit i kontakt med prins Fredrik som där fick möjlighet att studera hans brodyrarbeten och prinsen frågade Sergell om han kunde tänka sig att resa till Sverige och utföra liknande arbeten eftersom det rådde importförbud på dylika varor. Väl i Sverige fick han resa till Eksjö för att utföra Bråderade Eskabrach för Smålands Kavalleri och blev därefter bofast i Sverige. Han slog sig ner i Stockholm 1739 där han följande år vann burskap och erhöll mästarbrev. Han kom snart i ropet och fick en mängd beställningar från olika regementen. 
Som prov på han arbete kan nämnas en kompanifana från 1741 som numera finns vid Livrustkammaren i Stockholm. I samband med Ulrika Eleonoras begravning kom han huvudsakligen att arbeta för hovet och till Adolf Fredriks kröning utförde han broderiarbeten för 37 000 daler silvermynt. Han var en skicklig hantverkare och förmodligen den främste i sitt fack inom landet och genom sin gynnare överintendenten Carl Hårleman utsågs han till kunglig hovbrodör 1745. Bland hans övriga arbeten märks en mässhake för Sövde kyrka där han har broderat den korsfäste Kristus i upphöjt silverarbete. Sergell är representerad vid Nationalmuseum och Armemuseum.